# 阿尔内·佩卡莱宁
阿尔内·佩卡莱宁（芬蘭語：Aarne Pekkalainen，1895年—1958年3月19日），芬兰男子帆船运动员。他曾代表芬兰参加1912年夏季奥林匹克运动会帆船比赛，获得一枚银牌。他于1958年在图尔库去世。